# ایالت اودا پوسلاوا
ایالت اودا پوسلاوا (به لاتین: Uda Pussellawa Estate) یک منطقهٔ مسکونی در سری‌لانکا است که در استان مرکزی (سری‌لانکا) واقع شده‌است.